# ザ・サンデー -THE SUNDAY-
『ザ・サンデー -THE SUNDAY-』は、1986年10月から1987年3月までフジテレビ系列局で放送されていたフジテレビ制作の歌謡番組である。放送時間は毎週日曜 20:00 - 20:54 （日本標準時）。

## 概要
毎回様々なゲストが生出演していた1時間の生放送番組。小泉今日子を司会者として初起用したということでも話題になった。主なコーナーに、アーティストや各界の著名人をゲストに迎えて行う「小泉今日子のおしゃべりサンデー」というトークコーナーがあった。また、TBSの『ザ・ベストテン』や日本テレビの『歌のトップテン』のように、スタジオ以外の場所から中継する試みも行われていた。このほか、この番組と制作フォーマットが同じ『夜のヒットスタジオ』が初期に行っていた「コンピューター恋人占い」のリニューアル版コーナーもあった。ちなみにテロップや譜面台などは『夜のヒットスタジオ』と同じものだった。
企画段階で付けられていた仮タイトルは『一気にサンDAY』（いっきにサンデイ）だった。

## 出演者
- 堺正章
- 小泉今日子
- 矢崎滋 - 初期のみに出演。
- 田代まさし - 降板した矢崎に替わってレギュラー入り。
- 永島信道（当時フジテレビアナウンサー） - アンカーマンとして出演。「FNNニュースレポート23:30」と兼務。

## スタッフ
- 構成：塚田茂、玉井貴代志／鈴木桂、矢頭浩（矢頭→前期）、上沢清（上沢→後期）
- 音楽：広瀬健次郎
- 演奏：THE SUNDAY SOUND SPECIAL
- 指揮：三原綱木（前期）、新井英治（後期）
- コーラス：キャリー
- 振付：西条満
- スタイリスト：樋口正一
- 似顔絵：モロズミ勝
- 技術：笹川一男
- カメラ：斉藤浩太郎
- 音声：井出修三
- 映像：井上武典
- 照明：金沢利徳
- VTR編集：加賀学
- 音響効果：川嶋明則、宮田典明
- 美術制作：堀切清
- デザイン：根本研二
- 美術進行：石鍋伸一朗
- 大道具：竹島正夫
- 電飾：上床卓史
- 視覚効果：高橋千之
- アクリル装飾：太田浩
- メイク：田川達郎
- タイトル：山形憲一
- アシスタントプロデューサー：井上信悟、前川尚史
- ディレクター：渡邉光男、福家菊雄、平野昌一、赤沢幸弘、鈴木清親、戸上浩
- プロデューサー：疋田拓
- 制作：フジテレビ第二制作部
- 制作著作：フジテレビ

## ネット局
- フジテレビ - 製作局。
- 北海道文化放送
- 仙台放送
- 秋田テレビ
- 山形テレビ - 日本テレビ製作の『天才・たけしの元気が出るテレビ!!』を同時ネットで放送したため、7日遅れの日曜 11:00 - 11:54 に放送。
- 福島テレビ
- 新潟総合テレビ
- 長野放送
- テレビ静岡
- 富山テレビ
- 石川テレビ
- 福井テレビ
- 東海テレビ
- 関西テレビ
- 山陰中央テレビ
- 岡山放送
- テレビ新広島
- テレビ山口 - TBS製作の『おんな風林火山』を同時ネットで放送したため、7日遅れの日曜 14:00 - 14:54 に放送。
- テレビ愛媛
- テレビ西日本
- サガテレビ
- テレビ熊本
- テレビ宮崎 - 日本テレビ製作の『天才・たけしの元気が出るテレビ!!』を同時ネットで放送したため、遅れの金曜19:00 - 19:54 に放送。
- 沖縄テレビ

### 補足
無印時代の『夜のヒットスタジオ』と前番組『オールスター家族対抗歌合戦』を遅れネットで放送していたテレビ岩手、山梨放送、四国放送、高知放送（いずれも日本テレビ系列）、青森放送（日本テレビ系列とテレビ朝日系列のクロスネット局）、テレビ長崎、鹿児島テレビ（いずれもフジテレビ系列と日本テレビ系列のクロスネット局）、テレビ大分（日本テレビ系列とフジテレビ系列とテレビ朝日系列のクロスネット局）は、日曜20:00枠で日本テレビ製作の『天才・たけしの元気が出るテレビ!!』を同時ネットで放送したために本番組を放送しなかったうえ、また別の時間帯での遅れネットも行われていなかった。
| フジテレビ系列 日曜20:00枠                                   | フジテレビ系列 日曜20:00枠                           | フジテレビ系列 日曜20:00枠                   |
| 前番組                                                       | 番組名                                               | 次番組                                       |
| ------------------------------------------------------------ | ---------------------------------------------------- | -------------------------------------------- |
| オールスター家族対抗歌合戦 （1972年10月1日 - 1986年9月28日） | ザ・サンデー -THE SUNDAY- （1986年10月 - 1987年3月） | TVハッカー （1987年4月19日 - 1987年9月27日） |